# Pholcus higoensis
Pholcus higoensis (Japans:ヒゴユウレイグモ, Higo-yūreigumo) là một loài nhện trong họ Pholcidae. Loài này được phát hiện ở Nhật Bản.